# Remanufatura
Remanufatura é um processo industrial que consiste nas etapas de desmontagem do produto usado, na limpeza de suas peças, na reparação ou substituição de peças danificadas
Um bem que passa pelo processo da remanufatura e levado até o padrão de qualidade de um novo é denominado bem remanufaturado.
A remanufatura não deve ser confundida com reutilização, reparo e reforma, reduzindo significativamente o consumo de recursos naturais e energia utilizados na produção de produtos novos, implicando na redução de emissões de (equivalentes de) CO2. Também reduz a quantidade de resíduos a serem dispostos em aterros. Contudo, a remanufatura também consome recursos durante o processo, como energia, água e recursos naturais, além de embalagem e transporte para o retorno dos produtos. Por isso é um processo que também deve levar em consideração os aspectos ambientais em que está inserido.
O processo de remanufatura é definido de acordo com o contexto socioeconômico de cada região e suas relações de mercado. Alguns aspectos, contudo, são comuns a todos os processos de remanufatura, como a exigência de testes e controle de qualidade, compatibilidade com o produto novo e garantia total do produto remanufaturado pelo mesmo período da garantia fornecida ao produto novo equivalente. A remanufatura é um processo importante no conceito económico, alternativa à economia linear, a economia circular.

## Produtos adequados para o processo de remanufatura
- Condicionadores de ar
- Compressores
- Motores elétricos
- Eletrodomésticos[2]
- Eletroeletrônicos[3]
- Bombas
- Robôs
- Veículos ferroviários
- Peças para automóveis
- Ferramentas de escavação
- Mobiliário/equipamento de escritório